# مالایا آرشوکا
مالایا آرشوکا (به لاتین: Malaya Areshevka) یک منطقهٔ مسکونی در روسیه است که در شهرستان کیزلیارسکی واقع شده‌است.